# Mimosa guirocobensis
Mimosa guirocobensis är en ärtväxtart som beskrevs av Howard Scott Gentry. Mimosa guirocobensis ingår i släktet mimosor, och familjen ärtväxter. Inga underarter finns listade i Catalogue of Life.